# Ermitage Saint-Michel ou Montorsier
Zříceniny starého hradu Montorsier, v současnosti známé spíše jako Ermitage Saint Michel (poustevna Saint-Michel) se nacházejí na katastrálním území městečka Veyreau ve francouzském departementu Aveyron asi 2,5 západně od centra obce Peyreleau nad soutěskou Gorges de la Jonte.

## Historie
Pozůstatky hradu Montorsier, zejména stavba jeho zdí ve tvaru tzv. rybí kosti naznačují předrománský karolinský původ.  Název hradu Saint-Michel de Montorsier byl nalezen v několika archivních dokumentech. Jedná se o bývalý hrad rodu Montorsier (12. století). Hrad Montorsier se na listinách z 11.-12. století objevuje pod jménem Castro de Monte orsiero. V 15. století hrad ve vlastnictví rodu Capluců.

## Popis
Toto starobylé opevněné místo, jedno z nejpodivnějších v Causse Noir, leží na impozantních skalních věžích nad soutěskou Gorges de la Jonte Jonte při ústí cirque Madasse. Pevnost leží na čtyřech skalních věžích zarovnaných v linii od severovýchodu k jihozápadu, které byly dříve propojené hradbami. Na jejich vrcholcích se nacházejí různé ruiny a pozůstatky po hradu Montorsier.
- Skalní věž 1: na věži se nacházejí různé části zdí ve špatném stavu a na jejím úpatí se nacházejí stopy po stavbě.
- Skalní věž 2: na vrcholu přístupném po žebříku se nacházejí pozůstatky staré předrománské hradní kaple známé v současnosti pod názvem poustevna Saint Michel. Fasáda nad dvojitými otvory je zdobena motivem rybí kosti. Tyto dva otvory umožňují přístup do dvou klenutých místností, z nichž jedna se zřítila a tvoří přízemí budovy. Přízemí je však posazeno asi patnáct metrů nad zemí.
- Skalní věž 3: na ní se nacházejí zříceniny stavby známé jako Reduta - nyní slouží jako vyhlídkové místo a poskytuje nádherné výhledy na Gorges de la Jonte.
- Skalní věž 4: obsahuje cisternu vytesanou do skály.

Předhradí u úpatí skal je přehrazeno poničeným valem.

## Galerie

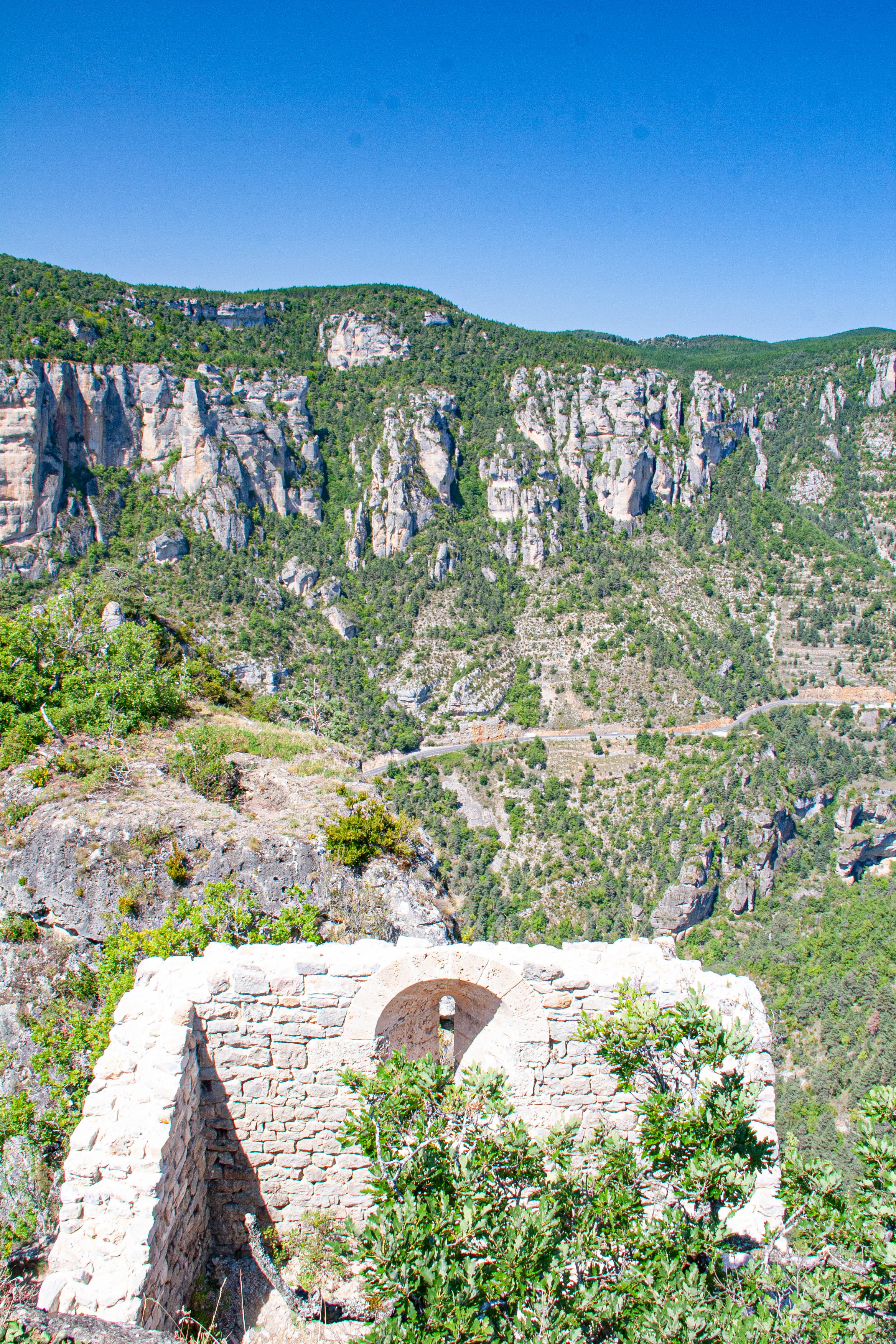
pozůstatky předrománské kaple na Ermitage Saint-Michel ou Montorsier
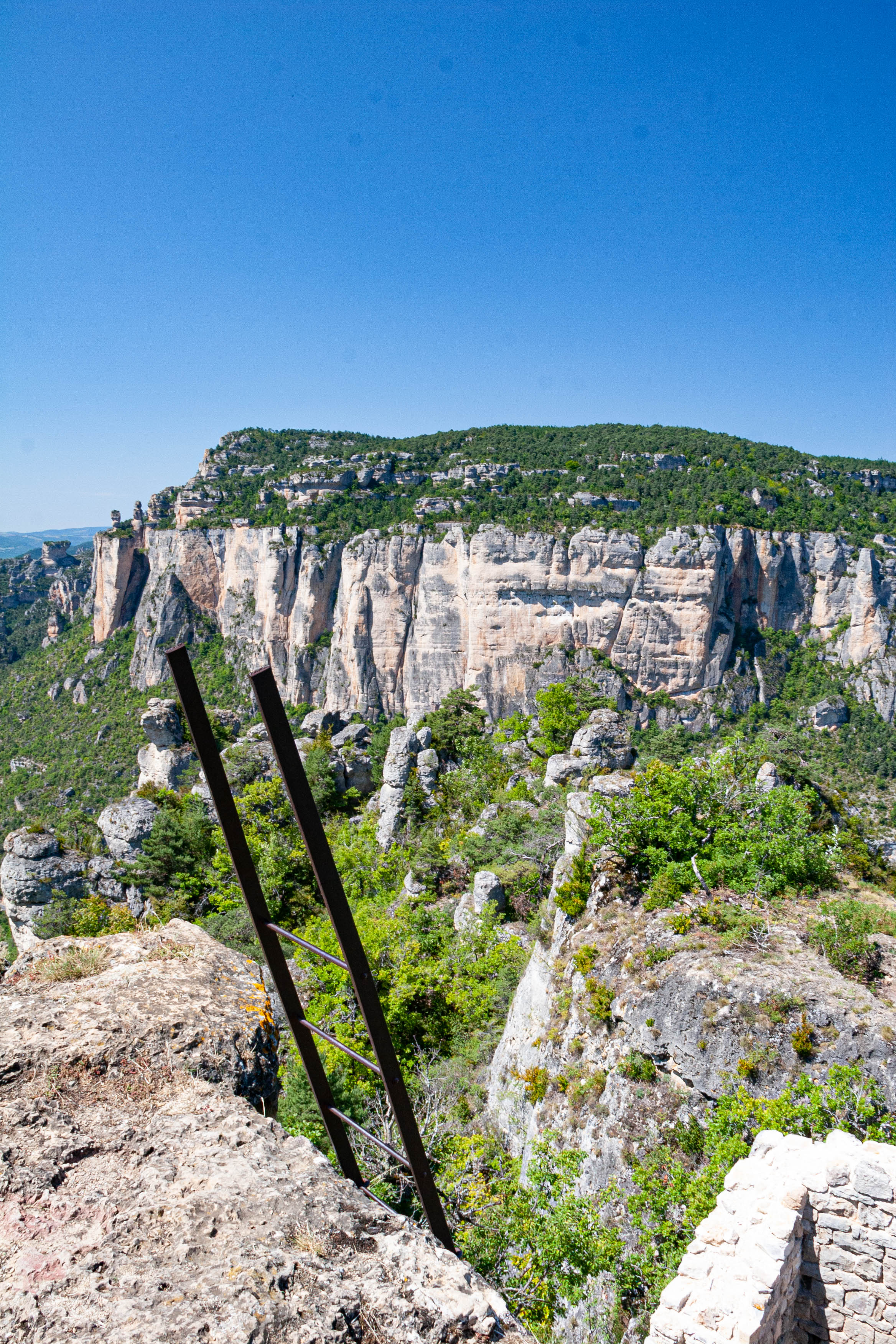
pohled z Ermitage Saint-Michel ou Montorsier
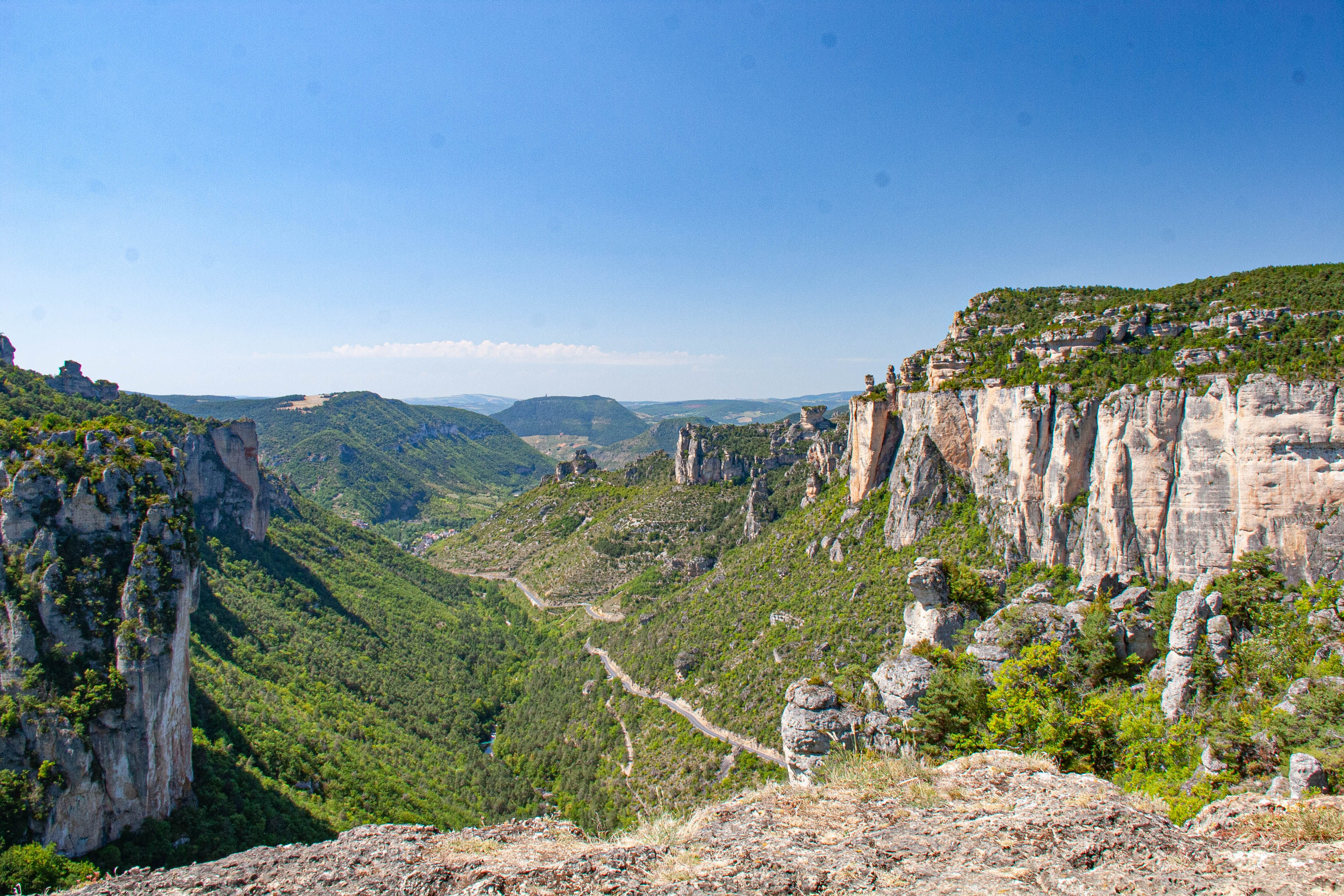
pohled z Ermitage Saint-Michel ou Montorsier
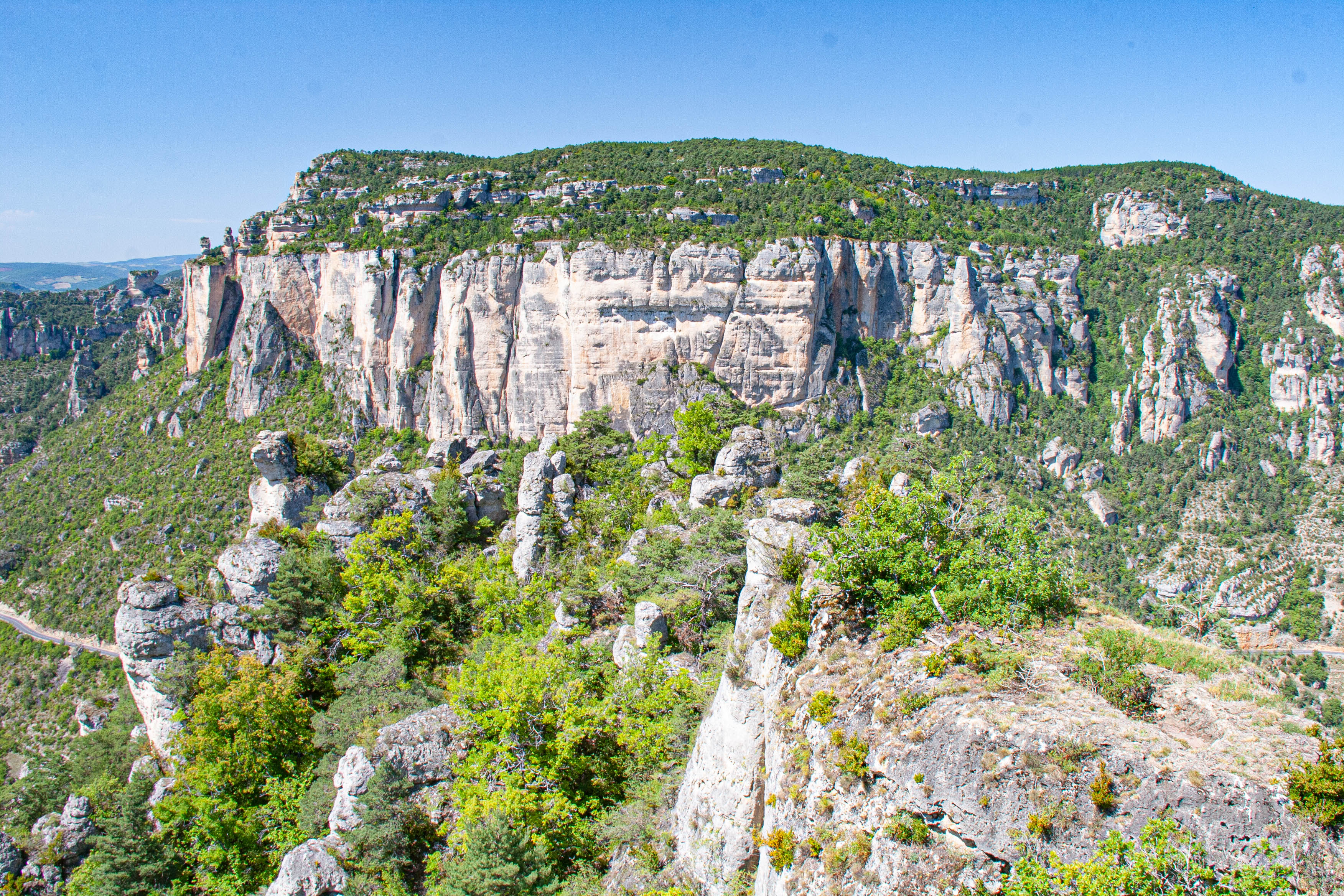
pohled z Ermitage Saint-Michel ou Montorsier
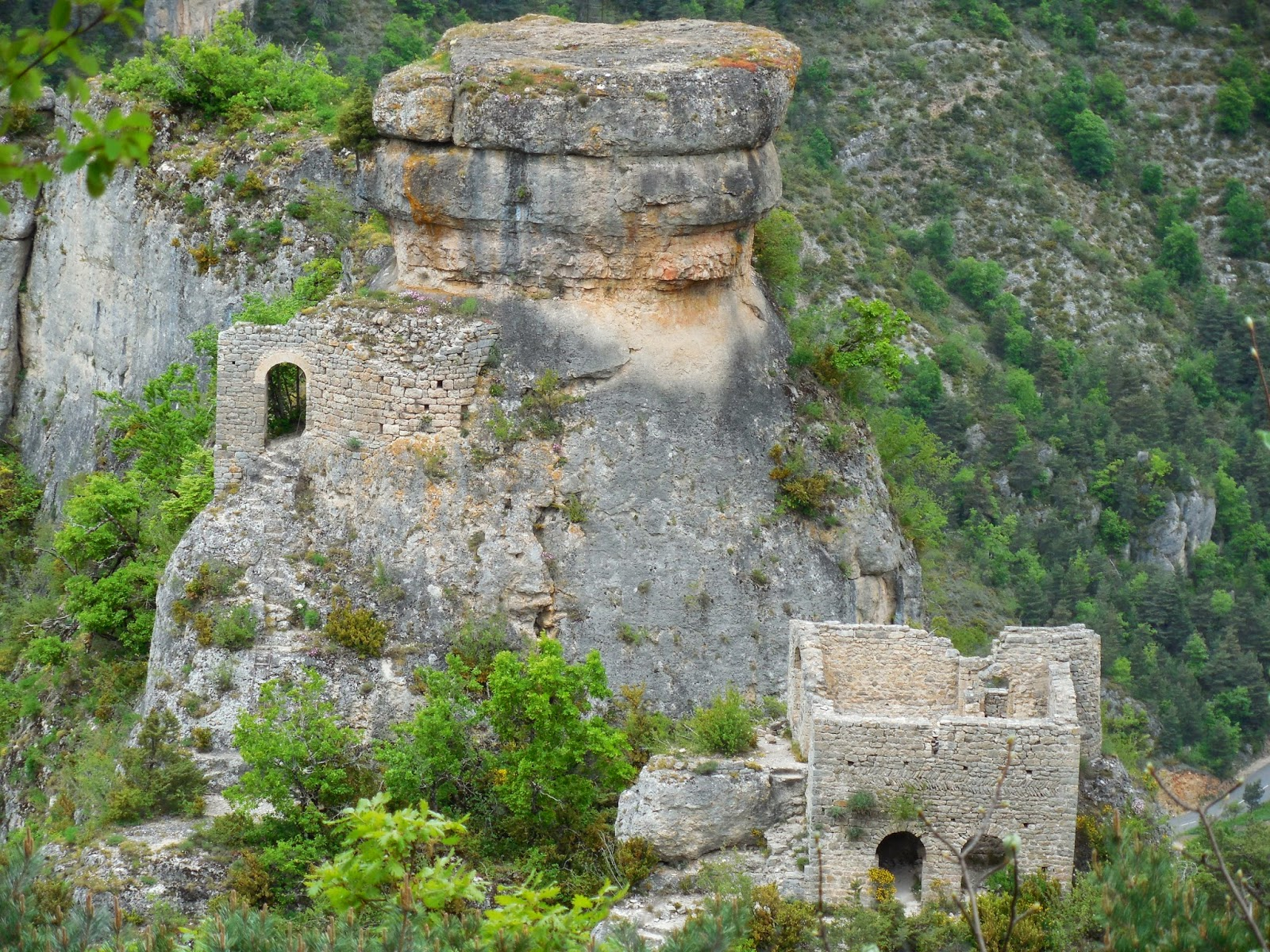
Ermitage Saint-Michel